# Anne Meygret
Anne Meygret, née le 15 février 1965 à Nice, est une escrimeuse française maniant le fleuret.

## Carrière
Anne Meygret participe à l'épreuve par équipes de fleuret des Jeux olympiques d'été de 1984 à Los Angeles et remporte la médaille de bronze.

## Famille
Elle est la sœur de l'escrimeuse Gisèle Meygret.